# عبد القوي بن عباس بن عطية
عبد القوي بن عباس بن عطية زعيم قبلي ، كانت له رياسة بني توجين أو إمارة الونشريس في المغرب الاوسط. بعد أن خلف أباه العباس بن عطية المتوفي عام 607 هجري  ناصر أبي زكريا الحفصي صاحب تونس على محاربة يغمراسن بن زيان صاحب مملكة تلمسان سنة 645هـ، ففر يغمراسن وسقطت تلمسان بأيدي الحفصيين، فعقد أبو زكريا لعبد القوي على قومه، وأذن له في اتخاذ الآلة ومراسم الملك، فكان ذلك ابتداء ظهور هذا القبيل  توفي عام 647 هجري .

## حياته

### نسبه
- عبد القوي بن العباس بن عطية بن مناذ بن السري بن قيس بن غالب بن أبي بكر ويعتقدون أنهم من ذرية العباس بن أعبد المطلب وهناك من يقول انهم من آل البيت حسب مشجرة عبد الكريم المغيلي المرفوعة للأدارسة [4] وهناك من أقر شرفهم مثل واضح ابن عاصم المكناسي لكن عبد الرحمن ابن خلدون ينكر ذلك ويدرجهم في عداد البربر[5] وفقا لنظريته المتعلقة بالعصبية القبلية والحكم .

## نشاطه السياسي والعسكري
تحدث العلامة عبد الرحمن بن خلدون عن نشاط عبد القوي بن عباس بن عطية إذ قال عنه .
| عبد القوي بن عباس بن عطية | خلافة الموحدين نهض الامير أبو زكريا إلى المغرب الاوسط ودخلت في طاعته قبائل صنهاجة وفرت زناتة أمامه وردد إليهم الغزو فأصاب منهم وتقبض في بعض غزواته على عبد القوى بن العباس أمير بنى توجين فاعتقله بالحضرة ثم من عليه وأطلقه على أن يستألف له قومه فصاروا شيعة له ولقومه آخر الدهر ونهض الامير أبو زكريا بعدها إلى تلمسان فكان عبد القوى وقومه في جملته حتى إذا ملك تلمسان ورجع إلى الحضرة عقد لعبد القوى هذا على قومه ووطنه وأذن له في اتخاذ الآلة فكانت أول مراسم الملك لبنى توجين هؤلاء وكانت حالهم مع بنى عبد الواد تختلف في السلم والحروب ولما هلك السعيد على يد يغمراسن وقومه كما ذكرناه استنفر يغمراسن سائر أحياء زناتة لغزو المغرب ومسابقة بنى مرين إليه فنفر معه عبد القوى في قومه سنة 647هجري وانتهوا إلى تازى واعترضهم أبو يحيى بن عبد الحق أمير بنى مرين في قومه فنكصوا واتبعهم إلى انكاد فكان اللقاء وانكشفت جموع بنى يادين وكانت الهزيمة التي ذكرناها في أخبار بنى عبد الواد | عبد القوي بن عباس بن عطية |

## وفاته
هلك عبد القوى مرجعه منها في سنته أي 647 هجري بالموضع المعروف باحمون من مواطنهم وتصدى للقيام بعده بامرهم ابنه يوسف فمكث في تلك الامارة اسبوعا ثم قتله على جدث أبيه أخوه محمد بن عبد القوى بن عباس ولى عهد أبيه سابع مواراته وفر ابنه صالح بن يوسف إلى بلاد صنهاجة بجبال لمدية فأقام بها هو وبنوه واستقل محمد بن عبد القوي برياسة بنى توجين